# A Sabbath of Fate -Waltz-
A Sabbath of Fate -Waltz- (宿命のサバト -Waltz-) es una película japonesa, del 27 de julio de 2007, producida por Zen Pictures. Es una película del género tokusatsu, de acción y aventuras, con artes marciales, dirigido por Masayuki Toyama, y protagonizada por Ayaka Tsuji, Sakurako Ogawa, Arisa Kamishima y Moe Karasawa, Megumi Komatsu. La película posee una primera parte (A Sabbath of Fate).
El idioma es en japonés, pero también está disponible con subtítulos en inglés, en DVD o descargable por internet.

## Argumento
Mai y Chihiro se enzarzan en una pelea contra Yu, pero finalmente Mai decide escapar para no seguir peleando. Yuka le cuenta a Mai la historia sobre el brazalete que le dejó su madre, con la piedra espiritual con poderes, y sobre las batallas entre los "Parásitos" y los "Soul Guardian". Yuka le pide a Mai que forme parte del clan de los "Soul Guardian", a pesar de que Yu esta en él, pero Mai no sabe que hacer. Chihiro trata de convencer a Mai que forme parte del clan, pero un hombre con capucha aparecerá, y será definitivamente quien convenza a Mai.